# 潘永澄
潘永澄（?—?），别号默庵，浙江嘉興府嘉善縣民籍。
万历四十四年（1616）丙辰科进士，官福建興化知府。

## 引用
1. ↑  《萬曆四十四年丙辰科進士序齒録》